# Dwór obronny w Maciejowcu
Dwór w Maciejowcu – zabytkowy dwór  w Maciejowcu – wsi w Polsce, w województwie dolnośląskim w powiecie lwóweckim w gminie Lubomierz. Na wschodnim krańcu Wzgórz Radoniowskich, w dolinie Maciejowickiego Potoku (dorzecze Bobru) około 8 km na pd.-wschód od Lubomierza. 

## Opis
Renesansowy dwór z lat 1627-1632, przebudowany w roku 1834; powstał prawdopodobnie w wyniku rozbudowania zameczku pochodzącego z drugiej połowy XVI w. Po pożarze odbudowano go w 1652 r. W 1756 r. dwór zakupił Georg Friedrich Smith (1703–1757), kupiec i senator z Jeleniej Góry. Po jego śmierci w 1757 r. dwór odziedziczyła wdowa, Margeritha Elisabeth z domu von Gottfried. 
Przebudowany na początku XX w. pozostawał nieużytkowany od 1938. Remontowano go w 1958 r. Jest to trójskrzydłowe założenie z murem kurtynowym od strony południowej, z podcieniami arkadowymi w skrzydłach wschodnim i północnym. W skrzydle wschodnim, od strony dziedzińca, zachował się renesansowy portal. W tym samym skrzydle, na pierwszym piętrze, można zobaczyć fragmenty drewnianego malowanego stropu. Również w murze kurtynowym, na polecenie Margerithy Elisabethy nad portalem umieszczono kartusze z tarczami herbowymi: Christiana Benedikta Kahla (po lewej) i Georga Friedricha Smith (po prawej). Całość wraz z przyległymi zabudowaniami stanowi przykład renesansowej architektury, jeden z wielu na Dolnym Śląsku.

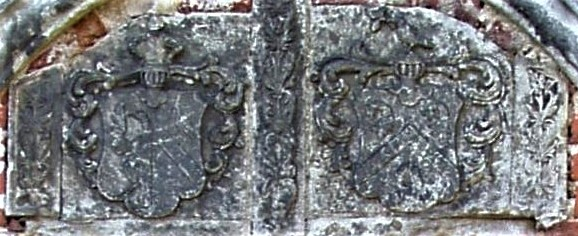
Herby
Odmiana herbu Smith